# Квасниця Роман Сергійович
Рома́н Сергі́йович Квасни́ця (3 грудня 2002, с. Буйволівці, Ярмолинецької територіальної громади — 1 березня 2023, с. Спірне, Донецька область) — український військовослужбовець, солдат 14 БрОП Національної гвардії України, учасник російсько-української війни.

## Життєпис
Роман народився 3 грудня 2002 року в с. Буйволівцях. У рідному селі пішов до місцевої школи, згодом продовжив шкільне навчання у сусідніх Жилинцях. Надалі вступив у Ярмолинецький агропромисловий центр професійної освіти, де здобув професію зварювальника. Працював на будівництвах. Коли Романові було 19 років, призваний на строкову службу, проходив її у лавах Національної гвардії.
24 лютого 2022 року російські ракети серед інших цілей атакували військовий об'єкт у селі Калинівці на Вінниччині. Саме у Калинівці базувалася бригада, в якій служив Роман. Від початку повномасштабного російського вторгнення підрозділи бригади залучили до оборони Києва і його передмість. Чергування на блокпостах, охорона стратегічних об'єктів та інші завдання. Молодого нацгварційця Романа Квасницю нагородили, зокрема, Подякою міської влади визволеної від російських окупантів Бучі.
У грудні 2022 року Роман Квасниця підписав контракт на проходження військової служби в Національній гвардії. Обіймав посаду кулеметника. Рідні, друзі, односельці весь час підтримували захисника — допомагали зі спорядженням, збирали кошти на тепловізор для українських бійців й інші потреби.
Однією з ключових битв повномасштабної війни з Росією є Бахмутське протистояння. Оборонна операція на цьому напрямку має надважливе стратегічне значення для стримування ворога. Бахмут і прилеглі ділянки — зона інтенсивних бойових дій.

## Загибель
1 березня звідти, із Бахмутського напрямку, надійшло трагічне повідомлення про загибель Романа Квасниці внаслідок танкового обстрілу.
Загинув у районі населеного пункту Спірне Донецької області. Нагороджений орденом «За мужність» ІІІ ступеня.
Похований 15 березня 2023 у його рідному селі Буйволівцях. Залишилися мати, батько, брат.